# 本間ゴルフ
株式会社本間ゴルフ（ほんまゴルフ）は、中国資本で東京都港区に本社を置くゴルフクラブ・スポーツ用品のメーカー。
ゴルフクラブの草分け的な老舗メーカーである。
かつては「パーシモン（persimmon:柿） といえば本間」というほどの知名度があり、「パーシモンのHONMA」と言われた本間ゴルフのウッドクラブは高級品としてゴルファーに絶大な人気を誇った。
石原裕次郎が愛用したことでも有名であり、西部警察の山形ロケの舞台にもなった。創業者兄弟は酒田本間氏庶流にあたる。

## 沿革
1958年1月に横浜市に開業したゴルフ練習場が母体。
1959年（昭和34年）2月18日に「有限会社鶴見ゴルフセンター」を設立。1963年に「有限会社本間ゴルフクラブ製作所」を設立してクラブの製造・販売を開始する。
1972年（昭和47年）1月に鶴見ゴルフセンターを「有限会社ホンマ」と商号を改める。1978年（昭和53年）10月に株式会社ホンマに改組。
1990年にそれぞれの商号を「本間ゴルフ製作所」「本間ゴルフ」に変更。1992年、本間ゴルフ製作所とゴルフ場開発の本間ゴルフ興産を本間ゴルフに吸収合併。一本化する。
1973年、日本のゴルフクラブメーカーとして初のカーボンシャフト（ブラックシャフト）クラブの販売を始めたほか、1978年には自社製造も開始した。加えて1982年には、創業者が血を引く豪商本間氏のお膝元山形県酒田市の有力者から、酒田大火以来の雇用不足解消を狙い、進出を懇願されていた酒田工場が竣工、操業を開始した。これによって製造・販売の一貫体制も整備された。
1995年には株式の店頭公開も果たし、全国主要都市に販売直営店を展開していたほか、ゴルフ場運営も手掛けていた。しかし、ゴルフクラブの趨勢はチタンなどのメタル（金属製）ウッドが全盛の時代に突入。飛距離の点で有利なメタルウッドに人気が集まる中、パーシモン主流の本間はこの分野で完全に出遅れたほか、バブル経済崩壊によってゴルフ市場も低迷し始めた。2001年2月には、ゴルフクラブの密輸に関与していたとして大阪支店長が逮捕されたほか、インターネット販売で不当な二重価格表示をしていたとして公正取引委員会から排除命令を受けた。これら事態によって兄の社長が相談役に退き、弟の副社長が社長に昇格した。また同年10月には、ゴルフクラブを販売した際に消費税を徴収せず脱税したとして東京地検が法人としての本間ゴルフと相談役に退いた兄を在宅起訴した。2004年8月、弟が社長から代表権のない会長に退き、社長には兄の長男の副社長が昇格した。
2005年6月20日、国内生産に固執するあまり価格競争力が低下していたことや、ゴルフ場の運営撤退によるゴルフ会員権の預託金返還債務を引き続き負わねばならないことから資金繰りが悪化。東京地方裁判所に民事再生法の適用を申請。経営破綻した。負債総額は約305億7200万円。翌月ジャスダックも上場廃止とされた。
2006年3月14日、本間ゴルフは創業者ファミリーの保有分を含む株式の100%の減資とスポンサー企業として選定した日興コーディアル証券系列の投資会社である日興アントファクトリー（現：アント・キャピタル・パートナーズ）と独立系のマイルストーンターンアラウンドマネジメントを引受先とする10億円の増資を実施したと発表した。この方針によって兄の長男の社長は退任。東明浩が代表取締役社長に就任し、創業者ファミリーと本間ゴルフの関係は解消された。また同年11月には、新たにゴルフクラブ製造会社を立ち上げた兄の長男の元社長が、新会社に製造や開発部門の従業員を引き抜くことなどの企図のもと、同年2月、実行役の男らと共謀し酒田工場に放火したとして山形県警に非現住建造物等放火の容疑で逮捕されている。
2007年4月1日に李孝が社長に就任。同年9月1日から20代、30代へとファンの裾野を広げるため、「ATHPORT」シリーズをリリースする。
2010年2月、中華人民共和国の大手企業が共同出資する持ち株会社のマーライオンホールディングスの傘下に入ることを発表。マーライオンホールディングスは投資会社から過半数の株式を譲り受け（株式総数や売却金額は非公表）、今後は中国での販売拡大を目指すこととなった。それに伴い、本間ゴルフ会長に中国人で愛帮網総裁の劉建国が就任。
2011年夏、創業以来初めてとなる市場調査を実施。その結果、HONMAユーザーの年齢層は50～70代が圧倒的に多く、若い人には使われていないことが判明した。そこで、若い世代に買ってもらうためにプロゴルファーとの契約を開始。クラブ製作の過程では、匠が製作したクラブをCADに起こす際に「ATOS」を導入。また、３Dプリンターを利用するなどスピード化を図り、以降売上高が急伸した。
2016年10月6日、香港証券取引所に株式上場。同年11月17日、世界で初めて政府首脳で大統領選勝利後のドナルド・トランプ次期大統領と非公式会談した安倍晋三からトランプに本間ゴルフの特注品「BERES S-05」が贈られた。

#### 広報資料・プレスリリースなど一次資料
1. ↑  「本間ゴルフ民事再生におけるスポンサーシップ」『』マイルストーン ターンアラウンド マネジメント。2017年1月14日閲覧。